# Cuween Hill Chambered Cairn

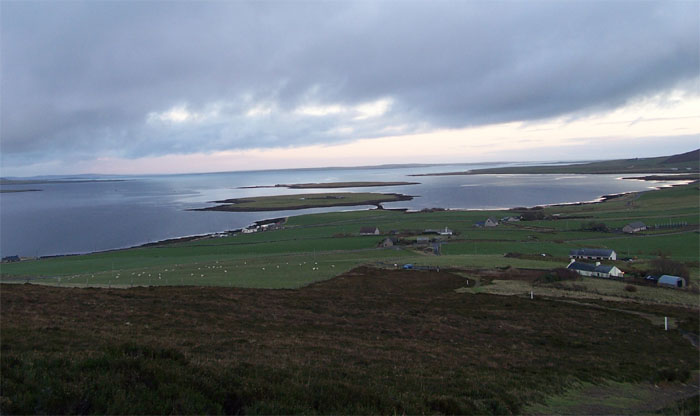
Zicht op de Bay of Firth vanaf Cuween Hill

Cuween Hill Chambered Cairn is een neolithisch ganggraf (van ca. 2500 v. Chr.), gelegen 1,2 km zuidzuidoost van Finstown op Mainland (Orkney) op een heuvelhelling uitkijkend op de Bay of Firth.

## Architectuur
Een 0,8 meter hoge gang van 5,5 meter lengte leidt naar de centrale kamer in Maes Howe-stijl. De originele muren zijn nog tot 2,3 meter aanwezig; het dak is modern. De onderste delen van de muur zijn verticaal; de hogere delen daarentegen hellen naar binnen toe. Er zijn vier zijcellen, waarvan eentje een dubbele cel is.
De resten van acht skeletten en van vijf hoofden werden gevonden in de centrale kamer, in de west- en zuid-compartimenten en in het eindcompartiment. Tevens werd een grote hoeveelheid dierlijke botten aangetroffen, in het bijzonder 24 hondenkoppen, die hoogstwaarschijnlijk de functie van een totem hadden. Een andere mogelijke neolithische totem zou de zeeadelaar kunnen zijn, aangezien adelaarsbotten in groten getale zijn gevonden in de Isbister Tombe op South Ronaldsay.

## Beheer
Cuween Hill Chambered Cairn wordt beheerd door Historic Environment Scotland.